# Publicis Groupe
Publicis Groupe är en fransk kommunikationsgrupp grundad 1926 av Marcel Bleustein-Blanchet. Huvudägare är hans dotter Élisabeth Badinter. Företagets VD är Arthur Sadoun.
Publicis Groupe är en av de tre största kommunikationsgrupperna i världen efter omsättning, med verksamhet i mer än hundra länder på fem kontinenter. Företaget sysselsätter cirka 101 000 anställda.